# Itapecuru Mirim (gemeente)
Itapecuru Mirim is een gemeente in de Braziliaanse deelstaat Maranhão. De gemeente telt 56.810 inwoners (schatting 2009).